# Rocca Calascio
Rocca Calascio je horská pevnost v provincii L'Aquila v oblasti Abruzzo v Itálii. Svou polohou 1 460 metrů nad mořem je Rocca Calascio nejvýše položenou pevností v Apeninách.

## Historie
Výstavba pevnosti započala v 10. století, kdy vznikla samostatná pozorovací věž. Ve 13. století bylo vybudováno obezděné nádvoří se čtyřmi válcovými věžemi v každém rohu s vyšší centrální věží uprostřed. Spodní polovina pevnosti byla vystavěna z výrazně větších kamenů než jeho horní část, zřejmě aby se zaručila její neproniknutelnost. Pevnost byla postavena čistě pro vojenské účely – měla ubytovat vojenské jednotky, nejednalo se tedy o šlechtické sídlo. Stála nad pláněmi u města Naveli, na jednom z nejvyšších bodů v bývalém baronství Carapelle. Sílu pevnosti nikdy neotestovala žádná bitva. Byla ovšem silně poškozena v listopadu 1461, kdy ji zasáhlo zemětřesení, které mělo odhadem od 7 do 8 stupňů Richterovy škály. Zatímco město Calascio, které se nachází pod pevností bylo obnoveno, samotná pevnost se obnovy nedočkala.
Rocca Calascio se nachází v národním parku Gran Sasso e Monti della Laga na vysoké pláni Campo Imperatore. V nižší poloze blízko pevnosti se nachází kostel Santa Maria della Pietà, který byl postaven v 17. století.

## Film
Pevnost Rocca Calascio se objevila ve filmu Jestřábí žena z roku 1985. Také se zde natáčely záběry pro filmy Jméno růže (1986) a Američan (2010).